# Tatiana Grigorieva
Tatiana Grigorieva (russisch Татьяна Владимировна Григорьева, deutsche Transkription Tatjana Wladimirowna Grigorjewa; * 8. Oktober 1975 in Leningrad, Russische SFSR, Sowjetunion) ist eine ehemalige australische Stabhochspringerin russischer Herkunft.
Sie wanderte 1997 nach Australien aus. Bei den Leichtathletik-Weltmeisterschaften 1999 in Sevilla gewann sie die Bronzemedaille im Stabhochsprung hinter Stacy Dragila (USA) und Anschela Balachonowa (UKR). Bei den Commonwealth Games 2002 in Manchester gewann sie die Goldmedaille vor Kym Howe (AUS) und den drei Drittplatzierten Irie Hill (GBR), Bridgid Isworth (AUS) und Stephanie McCann (CAN).
Bei den Olympischen Sommerspielen 2000 in Sydney gewann sie die Silbermedaille im Stabhochsprung hinter Stacy Dragila (USA) und vor Vala Flosadóttir (ISL).
Im Januar 2007 gab sie ihren Rücktritt vom Leistungssport bekannt.